# Methona felderorum
Methona felderorum är en fjärilsart som beskrevs av Felix Bryk 1953. Methona felderorum ingår i släktet Methona och familjen praktfjärilar. Inga underarter finns listade i Catalogue of Life.